# Enodes erythrophris
El estornino cejirrojo (Enodes erythrophris) es una especie de ave paseriforme de la familia Sturnidae. Es la única especie en el género Enodes.

## Distribución y hábitat
Es endémica de la isla indonesia de Célebes, una de las islas mayores de la Sonda. Su hábitat natural son los bosques tropicales húmedos.